# Arcola
Arcola là một đô thị ở tỉnh La Spezia trong vùng Liguria của Ý, có cự ly khoảng 80 km về phía đông nam của Genoa và khoảng 7 km về phía đông bắc của La Spezia. Tại thời điểm ngày 31 tháng 12 năm 2004, đô thị này có dân số 10.145 người và diện tích là 16,4 km².
Đô thị Arcola có các frazioni (các đơn vị dân cư cấp dưới, chủ yếu là các làng) Baccano, Termo, Fresonara, Monti, Romito Magra, Cerri, và Trebbiano.
Arcola giáp các đô thị sau: La Spezia, Lerici, Sarzana, Vezzano Ligure.